# Simulium candelabrum
Simulium candelabrum är en tvåvingeart som beskrevs av Alex Fain och Félix Dujardin 1983. Simulium candelabrum ingår i släktet Simulium och familjen knott.
Artens utbredningsområde är Tanzania. Inga underarter finns listade i Catalogue of Life.